# Лесные пожары в Боржоми (2008)

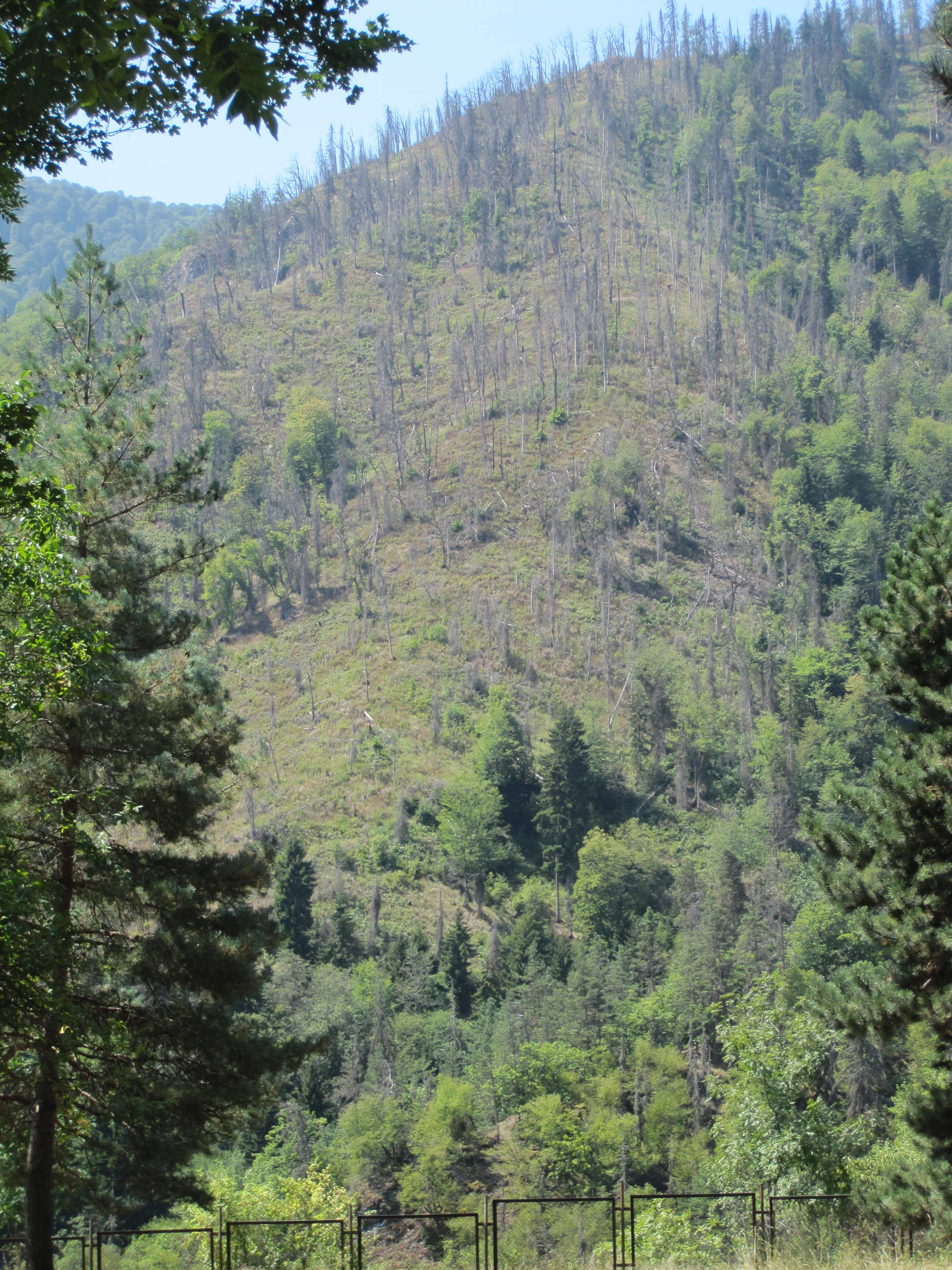
Последствия пожаров, сохранившиеся на 2014 год

Лесны́е пожа́ры в Боржо́ми начались 16 августа 2008 года, как утверждали грузинские СМИ, после бомбардировок Боржомского ущелья российскими ВВС.
По состоянию на 22 августа 2008 года сгорело 500 га заповедника Боржоми-Харагаули.
2 февраля 2009 года Президент Грузии Михаил Саакашвили, выступая перед учащимися одной из школ города Боржоми, рассказал, что во время российско-грузинской войны грузинская армия спрятала свою артиллерию в лесах Боржоми, «фактически в тылу врага». По словам Саакашвили, это позволило её полностью сохранить.